# Zuzana Ferjenčíková

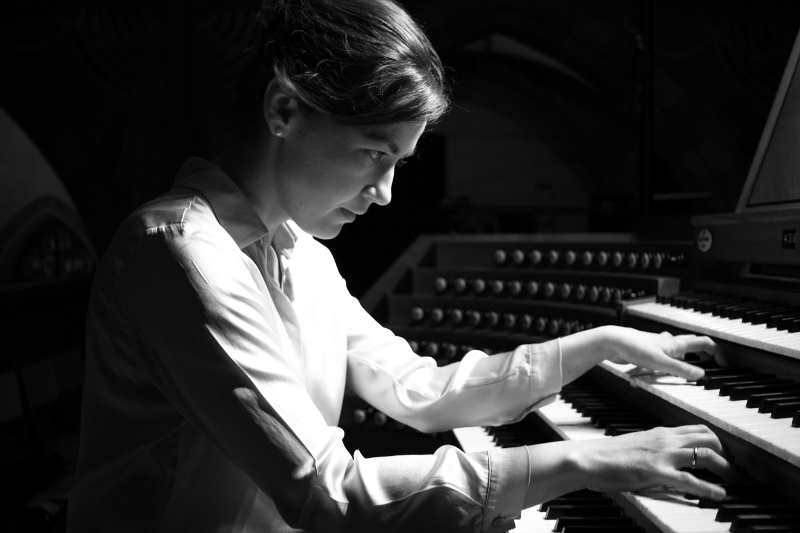
Zuzana Ferjenčíková (2018)

Zuzana Ferjenčíková (* 8. Juni 1978 in Lučenec, Tschechoslowakei) ist eine slowakische Organistin, Pianistin, Komponistin und Hochschullehrerin.

## Leben
Zuzana Ferjenčíková studierte an der Hochschule für Musische Künste Bratislava (VŠMU) bei Ján Vladimír Michalko und an der Universität für Musik und darstellende Kunst in Wien bei Peter Planyavsky. Besonders geprägt haben sie ihr Studium und ihre spätere Zusammenarbeit mit Jean Guillou in Paris, dessen Werke sie als Solistin und auch gemeinsam mit demselben regelmäßig aufführt.
Die Schwerpunkte ihrer Tätigkeit liegen im Bereich der Orgelmusik der Romantik sowie der Orgelimprovisation und Orgelkomposition für Konzert und römisch-katholische Liturgie. Im Jahr 2004 gewann Ferjenčíková als erste Frau in der langen Geschichte des Wettbewerbs den Internationalen Orgelimprovisationswettbewerb in Haarlem.
Von 2000 bis 2008 unterrichtete sie Orgel und Orgelimprovisation an der Hochschule für Musik in Bratislava. Von September 2006 bis zum Sommer 2013 war sie Stiftsorganistin der Benediktinerabtei Unserer Lieben Frau zu den Schotten in Wien, wo sie 2007 das Internationale Orgelfestival Dialogues Mystiques begründete und bis Ende 2013 künstlerisch leitete. 2011 gründete Ferjenčíková die Wiener Franz Liszt-Gesellschaft, deren Präsidentin sie bis heute ist. Im September 2021 wurde sie als Nachfolgerin von Ben van Oosten als „Main Subject Teacher“ an die Codarts University for Music in Rotterdam berufen. Sie lehrt dort das Konzertfach Orgel.
Ihre Konzerttätigkeit erstreckt sich über Europa und die USA. Anlässlich des 200. Geburtstages von Franz Liszt im Jahr 2011 brachte sie an der großen Orgel der Schottenabtei in einer Serie von sechs Konzerten das gesamte Orgelwerk Franz Liszts zur Aufführung. Im Jahr 2013 widmete sich Zuzana Ferjenčíková in einer Serie von sieben Konzerten des 24. Orgelfestivals an der Kirche Saint-Eustache de Paris dem gesamten Orgelwerk Jean Guillous, der dort in jenem Jahr sein 50-jähriges Jubiläum als Titularorganist feierte.
Nach zwei Alben bei MDG (Liszt Orgelwerke und Guillou Orgelwerke), spielt sie seit 2023 für die deutsche Firma Aeolus ein.
Ferjenčíková lebt in der Schweiz.

## Preise
- 1. Preis für Orgelimprovisation und 2. Preis für Orgelinterpretation in Opava (CZ) 1996.
- 1. Preis für Improvisation und Titel Laureat beim Internationalen Orgelwettbewerb in Brünn (CZ) 1997.
- 1. Preis beim Internationalen Orgelwettbewerb Premio Valentino Bucchi in Rom (I) 2003.
- 1. Preis beim Internationalen Orgelimprovisationwettbewerb in Haarlem (NL) 2004.

## Kompositionen seit 2006 (Auswahl)
- Ad mattai Psalm 6 für Flöte und Orgel, op. 2 (2006). Uraufführung Lockenhaus, 2007.
- Diotima für Orgel Solo, über Texte von Hölderlin, op. 5 (2007). Uraufführung Luxemburg, 2007.
- Miserere Psalm 51 für Orgel und Sprecher, op. 7 (2007). Uraufführung Wien, 2007.
- Sub tuum praesidium für Orgel Solo, op. 8 (2008). Uraufführung Bratislava, 2008.
- Über uns, o Herr, erhebe Dein leuchtendes Antlitz, op. 9 (2008). Uraufführung Andechs, 2008.
- Adoro Te und Salve Regina für 2 Orgeln, op. 11 (2009). Uraufführung Wien, 2009.
- Mystère de l'amour, Symphonische Dichtung für große Orgel, op. 12 (2011). Uraufführung Graz, 2011.
- Visionen des Johannes, Alleluia - Offertorium - Communio zu Texten des Johannes-Evangeliums und der Offenbarung, op. 13 (2012). Uraufführung Ratingen, 2012.
- Signum magnum. Fantaisie sur l'introït de l'Assomption pour orgue seul, op. 18 (2015). Uraufführung Heidenreichstein, 2015.
- Berg-Symphonie, für große Orgel, op. 22 (2017/18). Uraufführung Den Haag, 2017.
- Caresse de flamme, für große Orgel, op. 25 (2019). Uraufführung Rotterdam, 2019.
- Le dernier chant de Diotima, poème symphonique sur des textes de Hölderlin pour grand orgue, op. 27 (2020). Uruafführung Nürtingen (2020).

## CD-Aufnahmen
- Organ: Liszt, Franck, Reubke (2007).
- Regina Coeli (2009, Lade).
- Marcel Dupré: Le Chemin de la Croix (2010).
- Liszt (2011).
- Jean Guillou, Organ Works, vol. 1 (2018, MDG).
- Franz Liszt, Organ Works, vol. 1 (2020, MDG).
- Jean Guillou, Organ Works, vol. 1, Jean Guillou Franz Liszt, Symphonic Poems (2023, Aeolus).